# Челебадзе Реваз Володимирович
Реваз Володимирович Челебадзе (груз. რევაზ ჩელებაძე, рос. Реваз Владимирович Челебадзе, нар. 2 жовтня 1955, Кобулеті) — радянський футболіст, що грав на позиції нападника. Майстер спорту СРСР міжнародного класу.
Виступав, зокрема, за «Динамо» (Тбілісі), а також збірну СРСР.

## Клубна кар'єра
У дорослому футболі дебютував 1974 року виступами за команду клубу «Динамо» (Батумі), в якій провів два сезони.
Своєю грою за цю команду привернув увагу представників тренерського штабу клубу «Динамо» (Тбілісі), до складу якого приєднався 1976 року. Відіграв за тбіліських динамівців наступні сім сезонів своєї ігрової кар'єри. Більшість часу, проведеного у складі тбіліського «Динамо», був основним гравцем атакувальної ланки команди. У складі тбіліського «Динамо» був одним з головних бомбардирів команди, маючи середню результативність на рівні 0,34 голу за гру першості. Допоміг команді здобути титули чемпіонів СРСР 1978 року, володарів Кубка СРСР 1979 року та Кубка володарів кубків 1980-81 років. Входить до двадцятки найкращих бомбардирів тбіліського «Динамо» в чемпіонатах СРСР (12 місце).
Згодом з 1982 по 1985 рік грав у складі команд клубів «Гурія» та «Динамо» (Батумі).
Завершив ігрову кар'єру у клубі «Динамо» (Тбілісі), у складі якого вже виступав раніше. Прийшов до команди 1985 року, захищав її кольори до припинення виступів у 1987 році.

## Виступи за збірну
1977 року дебютував в офіційних матчах у складі збірної СРСР. Протягом кар'єри у національній команді, яка тривала 4 роки, провів у формі головної команди країни лише 7 матчів, забивши 3 голи.
1980 року став бронзовим олімпійським призером у складі олімпійської збірної СРСР. В рамках футбольного турніру на Олімпійських іграх-1980 взяв участь у двох матчах.

## Після завершення кар'єри
У першій половині 1990-х перебував на адміністративній роботі, був президентом клубів «Динамо» (Батумі) та «Металург» (Руставі). З 1995 року працював віце-президентом Грузинської футбольної федерації.
В подальшому займався бізнесом, згодом став футбольним агентом. Представляв, зокрема, інтереси таких гравців як Шалва Апхазава, Александр Амісулашвілі, Отар Марцваладзе та Жано Ананідзе.

## Статистика
Статистика клубних виступів:
| Сезон             | Команда            | Чемпіонат | Чемпіонат | Чемпіонат | Кубок | Кубок | Єврокубки | Єврокубки | Єврокубки |
| Сезон             | Команда            | Л         | І         | Г         | І     | Г     | Т         | І         | Г         |
| ----------------- | ------------------ | --------- | --------- | --------- | ----- | ----- | --------- | --------- | --------- |
| 1974              | «Динамо» (Батумі)  | Д-3       |           | 18        | —     | —     | —         | —         | —         |
| 1975              | «Динамо» (Батумі)  | Д-3       |           | 12        | —     | —     | —         | —         | —         |
| 1976              | «Динамо» (Тбілісі) | Д-1       | 10        | 4         | 4     | 1     | КК        | 3         | 0         |
| 1976              | «Динамо» (Тбілісі) | Д-1       | 12        | 3         | 4     | 1     | КК        | 3         | 0         |
| 1977              | «Динамо» (Тбілісі) | Д-1       | 28        | 8         | 1     | 0     | КУ        | 4         | 3         |
| 1978              | «Динамо» (Тбілісі) | Д-1       | 12        | 3         | 5     | 1     | КУ        | 1         | 0         |
| 1979              | «Динамо» (Тбілісі) | Д-1       | 20        | 9         | 5     | 0     | —         | —         | —         |
| 1980              | «Динамо» (Тбілісі) | Д-1       | 28        | 11        | 9     | 9     | КК        | 4         | 0         |
| 1981              | «Динамо» (Тбілісі) | Д-1       | 6         | 3         | —     | —     | КК        | 1         | 0         |
| 1982              | «Динамо» (Тбілісі) | Д-1       | 5         | 0         | 1     | 0     | КК        | 1         | 0         |
| 1982              | «Гурія»            | Д-2       | 11        | 6         | —     | —     | —         | —         | —         |
| 1983              | «Динамо» (Батумі)  | Д-3       | 31        | 21        | —     | —     | —         | —         | —         |
| 1984              | «Динамо» (Батумі)  | Д-2       | 37        | 27        | —     | —     | —         | —         | —         |
| 1985              | «Динамо» (Батумі)  | Д-2       | 10        | 5         | —     | —     | —         | —         | —         |
| 1985              | «Динамо» (Тбілісі) | Д-1       | 8         | 0         | 1     | 0     | —         | —         | —         |
| 1986              | «Динамо» (Тбілісі) | Д-1       | 24        | 10        | —     | —     | —         | —         | —         |
| 1987              | «Динамо» (Тбілісі) | Д-1       | 5         | 1         | —     | —     | —         | —         | —         |
| Усього за кар'єру | Усього за кар'єру  | Д-1       | 159       | 52        | 26    | 11    | —         | 14        | 3         |
| Усього за кар'єру | Усього за кар'єру  | Д-2       | 58        | 38        | 26    | 11    | —         | 14        | 3         |

Статистика виступів за збірну:
| Дата       | Місто          | Господарі | Результат | Гості   | Турнір           | Голи | Примітки |
| ---------- | -------------- | --------- | --------- | ------- | ---------------- | ---- | -------- |
| 07/09/1977 | Волгоград      | СРСР      | 4 – 1     | Польща  | товариський матч | -    | 75'      |
| 08/10/1977 | Париж          | Франція   | 0 – 0     | СРСР    | товариський матч | -    | 62'      |
| 26/03/1980 | Софія          | Болгарія  | 1 – 3     | СРСР    | товариський матч | 2    |          |
| 29/04/1980 | Мальме         | Швеція    | 1 – 5     | СРСР    | товариський матч | 1    | 65'      |
| 23/05/1980 | Москва         | СРСР      | 1 – 0     | Франція | товариський матч | -    |          |
| 15/06/1980 | Ріо-де-Жанейро | Бразилія  | 1 – 2     | СРСР    | товариський матч | -    | 66'      |
| 12/07/1980 | Москва         | СРСР      | 2 – 0     | Данія   | товариський матч | -    | 76'      |
| Усього     |                | Матчів    | 7         |         | Голів            | 3    |          |

## Титули
- Чемпіон СРСР (1): 1978
- Володар Кубка СРСР (1): 1979
- Володар Кубка володарів кубків: 1980-81
- Бронзовий олімпійський призер: 1980